# Freilandtheater Bad Windsheim

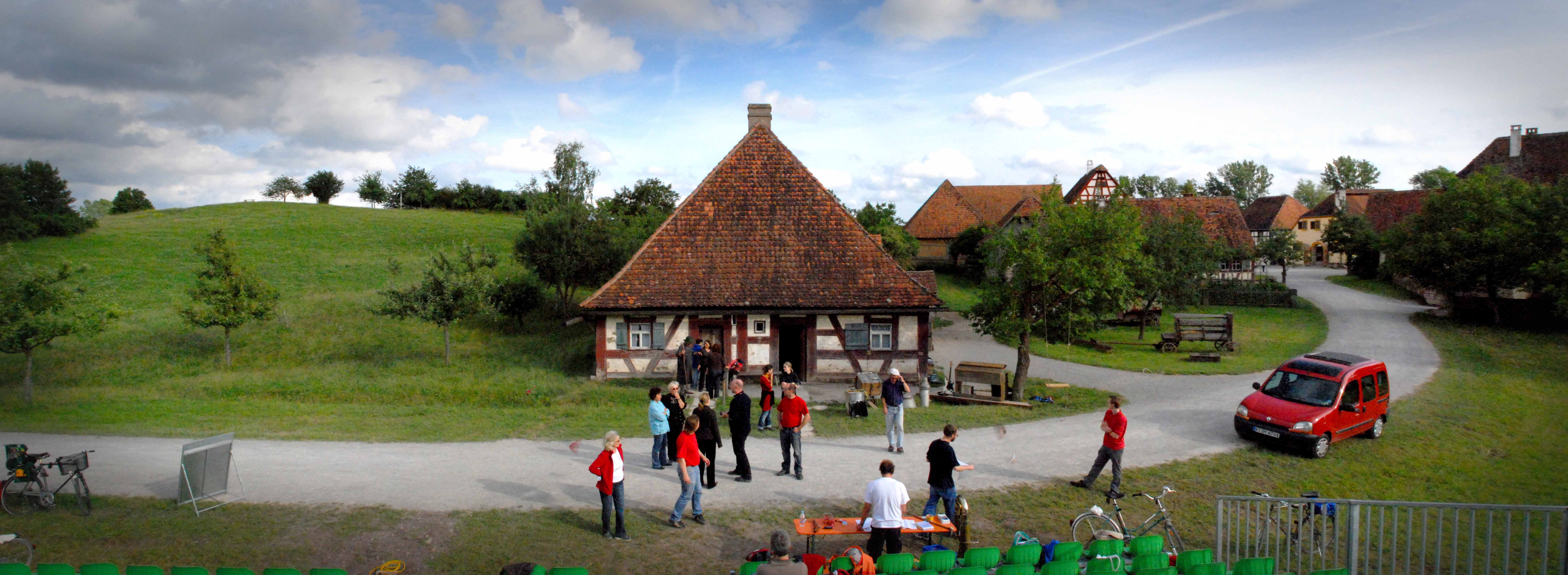
Das Freilandtheater im Juli 2007

Das Freilandtheater Bad Windsheim ist eine professionelle Freilichtbühne in Bad Windsheim in Mittelfranken, in dem Profischauspieler und Amateure jährlich vor bis zu 15.000 Zuschauern spielen. Das Programm umfasst im Frühjahr und Sommer Kinder- und Erwachsenenstücke und in der Winterspielzeit Winterwandeltheater durch Häuser und Höfe auf dem Bad Windsheimer Museumsgelände.
Das Freilandtheater wurde von Theaterschaffenden in Zusammenarbeit mit dem Fränkischen Freilandmuseum Bad Windsheim und dem Bezirk Mittelfranken im Jahr 2003 gegründet. Die erste Spielzeit im Jahr 2004 zeigte mit „das fliegend schweyn“ die Prinzipien dieser Theaterform, die durch das Schweizer Freilichttheater inspiriert ist: Ein großes Ensemble aus Profis und Amateuren spielt ein speziell zugeschnittenes Stück an einem besonderen, originalen Spielort, oftmals mit Livemusik, mit lebenden Tieren und vor Häusern oder Landschaften.
Im Freilandtheater Bad Windsheim werden ausschließlich Eigenproduktionen gezeigt, die dann bisweilen auch von anderen Freilichtbühnen übernommen werden.
Es wird an jährlich wechselnden Spielorten gespielt, stets innerhalb des Fränkischen Freilandmuseums, einem der größten Freilichtmuseen Süddeutschlands mit gut 100 Gebäuden auf einem weitläufigen Areal. Es wird jeweils eine Tribüne, die 300 bis 400 Zuschauer fasst, vor einer historischen Kulisse aufgebaut. Zwischen Dezember und August, während der Probenzeit und den Aufführungen, leben und arbeiten gut 100 Menschen für das Theater.
Unterstützt wird das Freilandtheater neben dem Bezirk Mittelfranken und dem Fränkischen Freilandmuseum durch die Stadt Bad Windsheim und vor allem durch namhafte Firmen und Institutionen der Stadt und der Region.